# Leptoxena
Leptoxena is een geslacht van kevers uit de familie bladkevers (Chrysomelidae).
De wetenschappelijke naam van het geslacht werd in 1888 gepubliceerd door Joseph Sugar Baly.

## Soorten
- Leptoxena eximia Baly, 1888